# Chen Chien-jen
Chen Chien-jen  OS KSG KHS (nascido em 6 de junho de 1951) é um epidemiologista e político taiwanês. Ele ingressou na administração presidencial de Chen Shui-bian em 2003 como líder do Departamento de Saúde, servindo até 2005. Mais tarde, ele chefiou o Conselho Nacional de Ciência entre 2006 e 2008. Chen atuou como vice-presidente da Academia Sinica de 2011 a 2015. Mais tarde naquele ano, Chen se juntou a Tsai Ing-wen na chapa presidencial do Partido Democrático Progressista e atuou como vice-presidente da República da China de 2016 a 2020. Chen ingressou no DPP em 2022 e foi nomeado primeiro-ministro da República da China em janeiro de 2023, tendo cessado funções em maio de 2024.
Ele foi membro do Conselho de Curadores da Fu Jen Catholic University antes de concorrer às eleições presidenciais e atuou como professor catedrático Robert J. Ronald de Fu Jen após deixar o cargo.   

## Carreira política
Chen serviu como Ministro da Saúde de 2003 a 2005.   Como ministro da saúde, ele foi elogiado por gerenciar com eficácia a epidemia de SARS por meio de procedimentos de quarentena e triagem,  apesar de Taiwan não ser membro da Organização Mundial da Saúde ter complicado a coordenação dos esforços de pesquisa.  Seu sucessor, Hou Sheng-mao, atribuiu a Chen a reforma do programa de Seguro Nacional de Saúde.  Chen liderou o Conselho Nacional de Ciência de 2006 a 2008. 

### Vice-presidência
Em 16 de novembro de 2015, Chen foi confirmado como companheiro de chapa de Tsai Ing-wen nas eleições presidenciais de Taiwan de 2016  após especulações da mídia no início do mês.   Durante a campanha, Chen ficou conhecido pelo apelido de Irmão Da-jen (大仁哥), inspirado em um personagem interpretado por Chen Bolin no drama romântico In Time with You.  Chen é o primeiro candidato católico à vice-presidência em Taiwan.  Em 16 de janeiro de 2016, Tsai e Chen venceram a eleição presidencial com uma vitória esmagadora.  Chen assumiu o cargo de vice-presidente em 20 de maio de 2016. 

### Como primeiro-ministro
Em dezembro de 2021, Chen se inscreveu para ingressar no Partido Democrático Progressista e tornou-se formalmente membro em fevereiro de 2022.   Em janeiro de 2023, ele voltou ao governo Tsai como primeiro-ministro da República da China, tendo cessado funções em maio de 2024.  